# 北里大学の人物一覧
北里大学の人物一覧（きたざとだいがくのじんぶついちらん）は、北里大学に関係する人物の一覧記事。

## 現教職員
- 大村智（特別栄誉教授、元薬学部・感染制御科学府教授、ノーベル生理学・医学賞受賞）
- 浅利靖（理事長）
- 砂塚敏明  (学長)
- 宮岡等  (医学部教授)
- 渡邊昌彦（医学部外科学主任教授、北里研究所病院内視鏡手術センター長）
- 有原圭三（獣医学部教授）
- 福田宏（一般教育部基礎教育センター教授）
- 小曽戸洋  (東洋医学総合研究所医史学研究部部長)

## 元教職員
- 秦藤樹  (学長)
- 石川哲  (名誉教授、北里研究所顧問)
- 塩谷信幸  (名誉教授、医学部教授)
- 養老孟司  (医学部教授)
- 上條吉人  (医学部特任教授)
- 井村伸正  (名誉教授、薬学部教授)
- 川上正也  (名誉教授、理学部教授)
- 盛田稔  (獣医畜産学部教授)
- 奥井一満  (名誉教授、教養部教授)
- 遠藤恵美子 （看護学部教授）
- 新村拓  (名誉教授、一般教育部教授)
- 向山光昭  (基礎研究所室長)
- 桑嶋功  (生命科学研究所教授)
- 服部正平  (生命科学研究所教授)
- 立川昭二  (名誉教授、歴史学者)
- 吉川泰弘  (獣医学部教授)
- 馬渕清資（名誉教授、イグノーベル物理学賞受賞）

## 主な卒業生

### 学術
- 吉田たかよし - 東京理科大学客員教授
- 石郷岡純 - 東京女子医科大学医学部教授
- 吉岡俊正 - 東京女子医科大学理事長
- 北里一郎 - 薬学博士、明治製菓最高顧問
- 井上真吾 - 獣医学者、長崎大学熱帯医学研究所教授
- 栗原毅 - 医学者、元東京女子医科大学教授、慶應義塾大学特任教授
- 田口文章 - 生物学者、イグノーベル生物学賞受賞
- 白坂哲彦 - 医学者、北里大学生命科学研究所客員教授
- 安田一郎 - 東京薬科大学教授
- 富田豊 - 工学博士(慶應義塾大学) ・医学博士、慶應義塾大学理工学部教授
- 佐藤蓉子 - 看護学者、慶應義塾大学教授
- 竹村和久 - 心理学者、早稲田大学教授
- 永沼章 - 医学者、東北大学名誉教授、元日本毒性学会理事長
- 山田亮 - 医学者、久留米大学先端癌治療研究センター所長・教授、ブライトパス・バイオ設立者・初代代表取締役
- 柳奈津子 - 群馬大学医学部講師
- 奥山文弥 - 東京海洋大学客員教授
- 村岡大輔 - 愛知県がんセンター研究所腫瘍免疫制御トランスレーショナルリサーチ分野ユニット長
- 加藤京里 - 静岡県立大学看護学部講師

### 政界
- 樋口俊一 - 元衆議院議員・参議院議員・薬剤師
- 石森久嗣 - 元衆議院議員・医師
- 市原健一 - 元茨城県つくば市長・医師
- 小山田久 - 青森県十和田市長・獣医師

### 芸能
- 高松直輝 - 声優・俳優
- 山田わたる - ミュージシャン、ドラマー（FENCE OF DEFENSEドラマー）
- 星野裕矢 - シンガーソングライター

### スポーツ
- 杉浦佳子 - パラサイクリング選手
- 田中雄太 - フットゴルフ選手

### その他
- 坪憲章 - JRA競馬調教師
- 中島文彦 - ノーザンファーム場長、獣医師
- 小谷真理 - SF評論家
- 服部幸 - 獣医師
- 島田裕之 - 理学療法士
- 竹内正洋 - JRA調教師
- 辻哲英 - JRA調教師
- 能瀬さやか - 産婦人科医、国立スポーツ科学センター所属

## 関連する人物
- 北里柴三郎
- 福澤諭吉
- 森村市左衛門
- 松永安左エ門 - 北里大学医学部建設後援会長として、医学部設置に尽力した。
- 志賀潔